# Facula
Đối với chi của con bướm tơ nhện cánh, xem Facula (bướm).

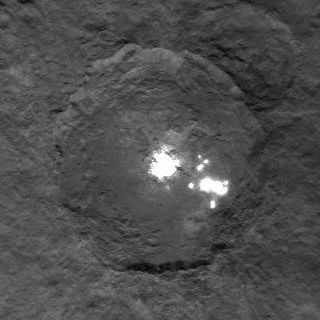
Điểm sáng trong Chiếm trên hành tinh lùn Ceres

Facula /ˈfækjʊlə/ (số nhiều: faculae /ˈfækjʊliː/), Latin nghĩa là "ngọn đuốc nhỏ", nghĩa đen là một khu vực "sáng tại chỗ". Thuật ngữ này có một số cách sử dụng kỹ thuật phổ biến. Nó được sử dụng trong danh pháp hành tinh để đặt tên các đặc điểm bề mặt nhất định của các hành tinh và mặt trăng, và cũng là một loại hiện tượng bề mặt trên Mặt trời. Ngoài ra, một vùng sáng trong trường chiếu của nguồn sáng đôi khi được gọi là facula và các nhiếp ảnh gia thường sử dụng thuật ngữ này để mô tả các đặc điểm sáng, điển hình trong các bức ảnh tương ứng với nguồn sáng hoặc phản xạ sáng trong ảnh bị lệch.
Faculae mặt trời là những điểm sáng hình thành trong các hẻm núi giữa các hạt mặt trời, các tế bào đối lưu tồn tại trong thời gian ngắn vài nghìn km xuyên qua đó liên tục hình thành và tiêu tan trong khoảng thời gian vài phút. Faculae được sản xuất bởi nồng độ của các đường sức từ. Nồng độ mạnh của faculae xuất hiện trong hoạt động của mặt trời, có hoặc không có vết đen. Faculae và các vết đen mặt trời đóng góp đáng chú ý vào các biến thể trong " hằng số mặt trời ". Các quyển sắc đối tác của một khu vực facular được gọi là một plage.
Faculae Cererian ban đầu được suy đoán để đề xuất sự vượt trội ở hiện tại hoặc trong quá khứ  trên Ceres, có lẽ là do núi lửa hoặc hoạt động của sao chổi. Cụm điểm sáng nhất (Cereale Facula) nằm ở trung tâm của một miệng núi lửa 80 kilômét (50 mi) gọi là Occator. Những đặc điểm sáng này có suất phản chiếu khoảng 40%, sáng hơn bốn lần so với bề mặt trung bình của Ceres. Các đốm dường như chủ yếu là natri cacbonat (Na
2CO
3), ngụ ý rằng hoạt động thủy nhiệt theo sau sự bốc hơi của nước có lẽ là điều tạo ra các đốm.

## Chu thích
1. ↑  Sixth Close Titan Flyby
2. ↑  LPSC 2015: First results from Dawn at Ceres: provisional place names and possible plumes
3. ↑  Staff (ngày 13 tháng 7 năm 2015). "USGS: Ceres nomenclature" (PDF). USGS. Truy cập ngày 16 tháng 7 năm 2015.
4. ↑  Staff (ngày 6 tháng 7 năm 2015). "Planetary Names: Crater, craters: Occator on Ceres". USGS. Truy cập ngày 16 tháng 7 năm 2015.
5. ↑  Rayman, Marc (ngày 8 tháng 4 năm 2015). Now Appearing At a Dwarf Planet Near You: NASA's Dawn Mission to the Asteroid Belt (Diễn văn). Foothill College, Los Altos, CA. Truy cập ngày 7 tháng 7 năm 2018.
6. ↑  Landau, Elizabeth; Greicius, Tony (ngày 29 tháng 6 năm 2016). "Recent Hydrothermal Activity May Explain Ceres' Brightest Area". NASA. Truy cập ngày 30 tháng 6 năm 2016.
7. ↑  De Sanctis, M. C.; Raponi, A.; Ammannito, E.; Ciarniello, M.; Toplis, M. J.; McSween, H. Y.; Castillo-Rogez, J. C.; Ehlmann, B. L.; Carrozzo, F. G. (ngày 29 tháng 6 năm 2016). "Bright carbonate deposits as evidence of aqueous alteration on (1) Ceres". Nature. Quyển 536. tr. 1–4. Bibcode:2016Natur.536...54D. doi:10.1038/nature18290. PMID 27362221.